# Gustave de Kerguezec
Gustave de Kerguezec, né le 18 mai 1868 à Tréguier (Côtes-du-Nord, actuellement Côtes d'Armor) et mort le 27 décembre 1955 dans la même ville, est un homme politique français.

## Biographie
Conseiller général du canton de Tréguier en 1901, il est député des Côtes-du-Nord de 1906 à 1920 et sénateur de 1920 à 1939. Bien que noble, il siège du côté républicain, avec des positions assez tranchées. Il se spécialise sur les questions maritimes et devient, en 1926, président de la commission de la Marine militaire au Sénat. Il ne se représente pas en 1939.

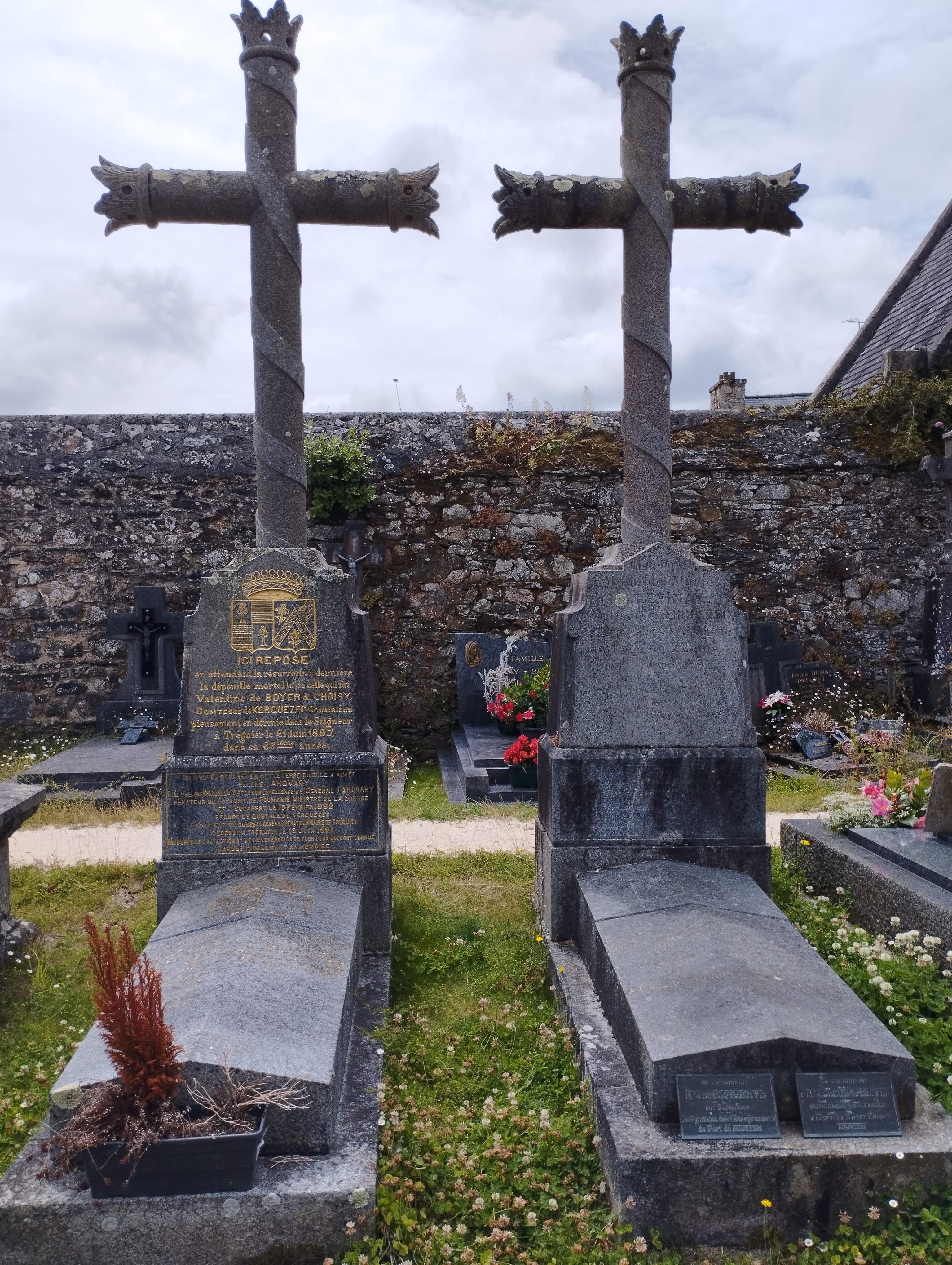
Tombe de Gustave de Kerguézec au cimetière de Tréguier.

Il est inhumé au cimetière de Tréguier.

## Source
- « Gustave de Kerguezec », dans le Dictionnaire des parlementaires français (1889-1940), sous la direction de Jean Jolly, PUF, 1960 [détail de l’édition]